# 제1집단군 (미국)
제1군집단(영어: First United States Army Group (FUSAG))은 제2차 세계 대전에서 추축국이 D-데이의 위치를 착각하도록 할 목적으로 진행된 퀵실버 작전에 의해 서류상으로 조직되었던 미국의 위장한 군집단이었다. 두문자어로 FUSAG로 표기한다.

## 역사
1943년 10월 19일에 잉글랜드 런던에서 조직되었다. 제1군 지휘관인 오마 브래들리 장군이 지휘권을 잡고 본부를 차렸고, 연합군이 프랑스 파드칼레주에 상륙하는 것처럼 속이기 위한 거짓된 존재였다.
1944년 6월 6일에 시행된 오버로드 작전이 성공하여 연합군이 무사히 유럽에 상륙하자, 위장 임무를 마친 제1군집단은 7월 14일에 제12군집단으로 서수 교체되었고, 전투 서열에 포함되어 있던 부대 중에서 미국 제9군은 같은 해 9월 15일에 실존부대로 편성되어 오드프랑스에 전개하였다.

## 전투 서열
미국 육군
- 제9군
- 제14군 - 에식스주, 리틀 월섬
  -  제9공수사단 - 레스터셔주, 레스터
  -  제21공수사단 - 사우스케스티븐 펄벡
  -  제33군단 - 서퍽주 서퍽주, 베리세인트에드먼즈
    -  제11보병사단 - 서퍽주, 베리세인트에드먼
    -  제48보병사단 - 서퍽주, 우드브리지
    -  제25기갑사단 - 노퍽 주, 이스트디어럼

  - 제37군단 - 에식스주, 첼름스퍼드
    -  제17보병사단 - 햇필드&페베렐
    -  제59보병사단 - 서퍽주, 입스위치

 영국 육군
- 제14군
- 제2공수사단

## 같이 보기
- 포티튜드 작전

## 참고
- “First United States Army Group”. 《GlobalSecurity.org》 (영어). 2014년 8월 14일에 확인함.